# Vườn hoa Ashikaga

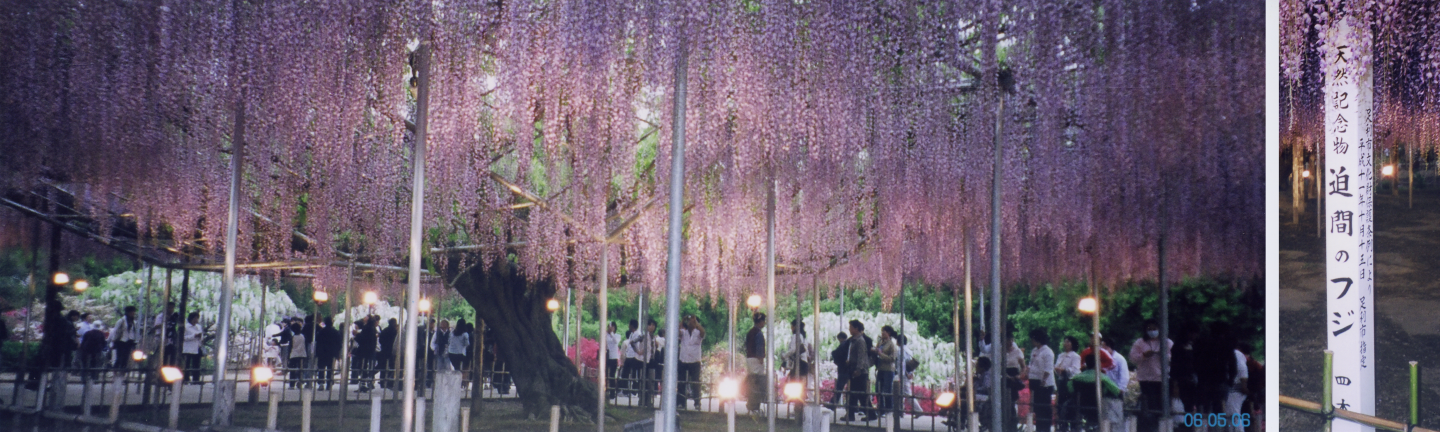
Cây hoa "Hazama no Fuji" trên 140 năm tuổi, bao phủ diện tích trên 1000 m^{2}, (cảnh chụp tháng 5 năm 2006). Tại thời điểm tháng 5 năm 2015, cây có diện tích bao phủ khoảng 1.000 mét vuông, khoảng 150 năm tuổi, có khoảng 16 triệu chùm.

Vườn hoa Ashikaga (あしかがフラワーパーク) là một công viên có chủ đề chính về hoa ở thành phố  Ashikaga, tỉnh Tochigi, Nhật Bản.

## Tổng quan
Vườn hoa Hazakawanōen ở thị trấn Horigome, thành phố Ashikaga, tỉnh Tochigi được mở cửa sau chiến tranh, trước yêu cầu tăng khả năng sinh lời và đô thị hoá của vùng lân cân, tháng 2 năm 1996, 4 cây Fuji lớn đã được cấy ghép như ở vị trí hiện nay. Việc cấy ghép được thực hiện bởi nhà nữ thực vật học số 1 của Nhật Bản là Tsukamoto , lần đầu tiên tại Nhật Bản việc cấy ghép đã thành công.Trong công viên, ngoài hoa Fuji còn có nhiều loại hoa và thực vật khác được trồng khác, từ mùa xuân đến mùa thu, thu hút rất nhiều du khách trong ngoài thành phố.
Các cây Fuji đặc sắc (3 cây Nodanagafuji, 1 cây Bát Trọng Hắc Long, và đường hầm hoa Fuji trắng)  , vào thời gian nở rộ của những cây này, từ giữa tháng 4 đến giữa tháng 5, Lễ hội hoa Fuji mang tên "Truyền thuyết về hoa Fuji" được tổ chức. Trong thời gian hoa nở, du khách có thể thưởng thức màn Light-up các cây hoa Fuji vào ban đêm. Trong khoảng thời gian này, rất nhiều tour xe buýt du lịch đến công viên được tổ chức.
Vườn hoa được chọn là một trong những di sản về cảnh đẹp ban đêm của Nhật Bản. 
Tháng 1 năm 2014, Vườn hoa đã được CNN lựa chọn là một trong "10 địa điểm du lịch đáng mơ ước trên thế giới năm 2014", cùng với Aurora của Phần Lan và con đường cây bao báp ở Madagascar. 

## Tổng quan về cơ sở vật chất
- Khai trương: tháng 4 năm 1997 (Heisei năm thứ 9) [4][10]
- Diện tích khu vực: 82.000 m 2
- Vị trí: 607 thị trấn Hazama, thành phố Ashikaga, tỉnh Tochigi

## Sự kiện hàng năm
Trong một năm có "8 mùa hoa" với từng chủ đề, du khách có thể thưởng thức hoa theo từng mùa.
- Đầu tháng 1 ~ cuối tháng 2 - Đầu xuân
- Đầu tháng 3 ~ giữa tháng 4 - Lễ hội hoa mùa xuân
- Giữa tháng 4 ~ giữa tháng 5: truyền thuyết về loài hoa Fuji
- Giữa tháng 5 ~ đầu tháng 6 - Khu vườn cầu vồng
- Đầu tháng 6 ~ đầu tháng 7 - Khu vườn Xanh và Trắng
- Đầu tháng 7 ~ cuối tháng 9 - Những nàng tiên hoa trên mặt nước
- Đầu tháng 10 ~ cuối tháng 11: Khu vườn màu tím
- Cuối tháng 10  ~ cuối tháng 1: Vườn hoa ánh sáng